# Accenteur immaculé
Espèce
Statut de conservation UICN

 LC  : Préoccupation mineure
L'Accenteur immaculé (Prunella immaculata) est une espèce de petits passereaux de la famille des Prunellidae.

## Répartition
Son aire s'étend du sud-est du Tibet au centre de la Chine ; il hiverne au Yunnan, au Sikkim, au Bhoutan et l'est du Népal.

## Habitat
Il habite les forêts tempérées.